# Greatest Remix Hits 4
Greatest Remix Hits 4 je remiks album australske pjevačice Kylie Minogue. Izdan je 21. kolovoza 1998. godine pod diskografskom kućom Mushroom Records samo u Australiji. Na albumu su prije nedostupni i nepoznati remiksi Minogueinih studijskih albuma objavljenih od 1987. do 1992. godine pod duskografskom kućom PWL.

## Popis pjesama
CD 1:
1. "What Do I Have to Do? (Movers and Shakers 12" mix) – 8:49
2. "The Loco-Motion" (Girl Meets Boy mix) – 3:15
3. "Made in Heaven" (Heaven Scent 12" mix) – 5:46
4. "Wouldn't Change a Thing" (Espagna mix) – 5:51
5. "Better the Devil You Know" (Alternative 7" mix) – 3:20
6. "Things Can Only Get Better" (Original 12" mix) – 7:12
7. "The Loco-Motion" (Kohaku mix) – 5:59
8. "Let's Get to It" (Tony King 12" mix) – 6:00
9. "What Kind of Fool (Heard All That Before)" (Pete Waterman's 12" Master mix) – 6:50

CD 2:
1. "I Should Be So Lucky" (Extended mix) – 6:08
2. "The Loco-Motion" (7" version) – 3:07
3. "Hand on Your Heart" (Smokin' remix) – 5:34
4. "I Am the One for You" – 3:12
5. "Step Back in Time" (Tony King remix) – 7:30
6. "Too Much of a Good Thing" (Original 12" mix) – 5:51
7. "If You Were with Me Now" (Orchestral version with Keith Washington) – 3:12
8. "Finer Feelings" (Brothers in Rhythm Ambient reprise) – 3:58
9. "Celebration" (AKA Good Times mix) – 8:06